# Tadeusz Marian Wrześniowski
Tadeusz Marian Wrześniowski (ur. 6 września 1890, zm. 16 stycznia 1957) – polski prawnik i żołnierz, doktor praw, podpułkownik audytor Wojska Polskiego.

## Życiorys
Urodził się 6 września 1890. Podczas I wojny światowej mianowany porucznikiem w rezerwie piechoty ze starszeństwem z dniem 1 stycznia 1916. Do 1918 był przydzielony do 67 pułku piechoty. W maju 1918 na Wydziale Prawa Uniwersytetu Lwowskiego uzyskał stopień doktora praw.
Po odzyskaniu przez Polskę niepodległości został przyjęty do Wojska Polskiego. Został awansowany na stopień kapitana w korpusie oficerów sądowych ze starszeństwem z dniem 1 czerwca 1919. W 1923 był kierownikiem Wojskowego Sądu Rejonowego w Brześciu nad Bugiem. W 1924 był sędzią śledczym w Wojskowym Sądzie Okręgowym Nr IX, także w Brześciu. Został awansowany na majora ze starszeństwem z dniem 1 stycznia 1928. Od lat 20. do 1939 był prokuratorem przy WSO IX. W tym okresie został awansowany na stopień podpułkownika ze starszeństwem z 1 stycznia 1936.
Zmarł 16 stycznia 1957. Został pochowany na cmentarzu parafii Narodzenia Najświętszej Maryi Panny w Mińsku Mazowieckim.

## Odznaczenia
polskie
- Złoty Krzyż Zasługi (17 marca 1930, za zasługi na polu sądownictwa wojskowego)[17]

austro-węgierskie
- Brązowy Medal Zasługi Wojskowej na wstążce Krzyża Zasługi Wojskowej z mieczami (przed 1918)[10]
- Srebrny Medal Waleczności 1 klasy (przed 1916)[8]
- Najwyższe pochwalne uznanie przy jednoczesnym przyznaniem mieczy za waleczne zachowanie się przed wrogiem (1918)[18]